# KTM X-Bow
KTM X-Bow — це надлегкий спортивний автомобіль для дорожнього та гоночного використання, створений австрійським виробником мотоциклів KTM. X-Bow став першим автомобілем в їх асортименті і був представлений на Женевському автосалоні в 2008 році.

## Технічні характеристики

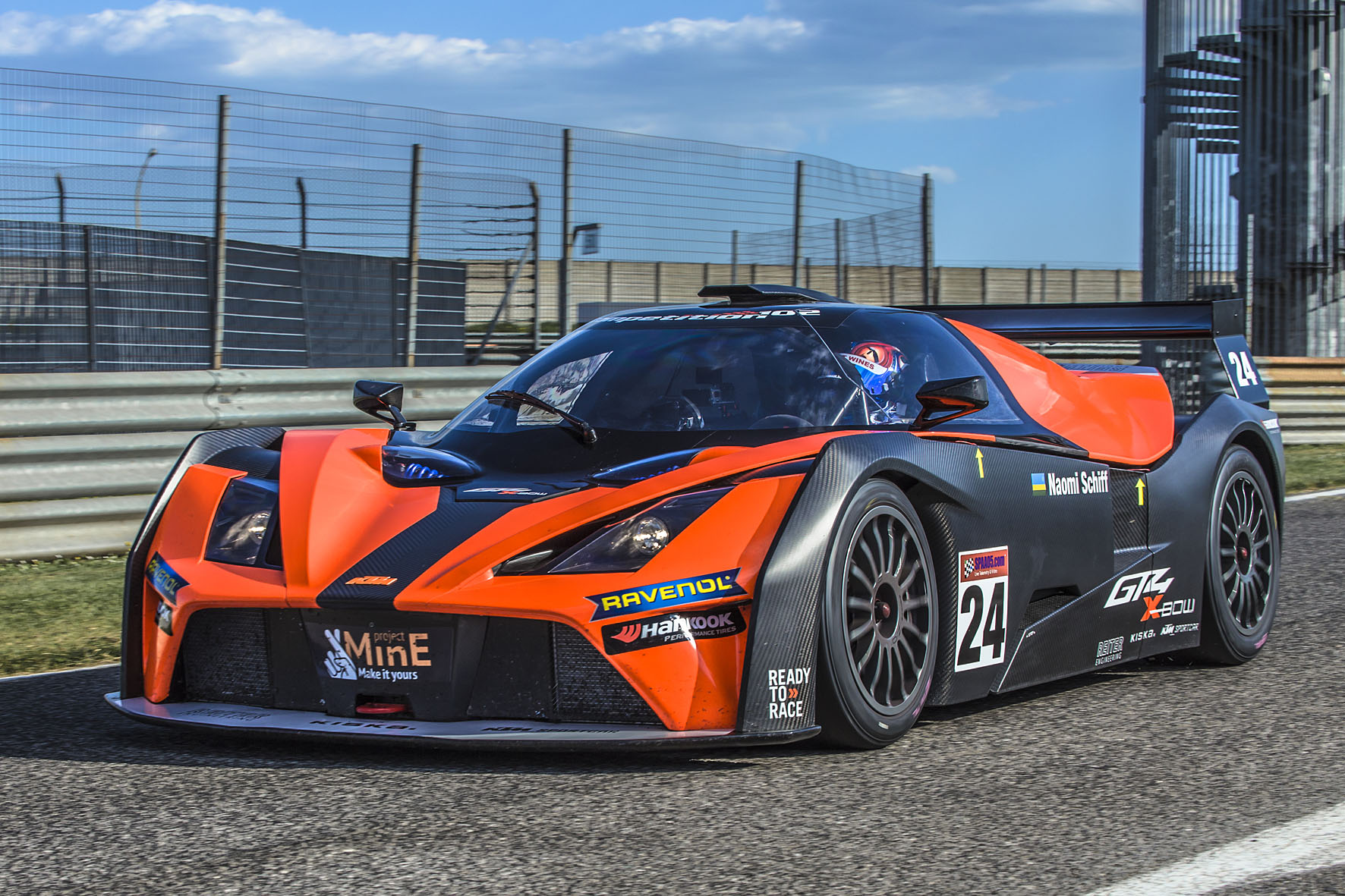
KTM X-BOW GT4

KTM розробив X-Bow у співпраці з Kiska Design, Audi та Dallara. У X-Bow використовується чотирициліндровий 2,0-літровий двигун Audi з турбонаддувом. Модель 2008 року видає 237 к.с. (177 кВт) при 5500 об/хв і 310 ньютон-метрів крутного моменту від 2000 до 5500 об/хв і може розганятися від нуля до 102 км/год за 3,9 секунди. Його максимальна швидкість становить 217 км/год (134,9 миль/год).
У моделі X-Bow R 2011 року двигун Audi додатково налаштований на 300 к.с. (224 кВт) і 400 Нм крутного моменту при 3300 об/хв.
Спочатку KTM планувала випускати 500 одиниць на рік; проте компанія збільшила виробництво до 1000 автомобілів на рік і побудувала новий завод поблизу Ґраца через високий попит.

## Двигуни
- 2.0 л Audi turbo I4 240/265/286/300 к.с. (2008–наш час)
- 2.5 л Audi TFSI I5 530/600 к.с. (2020–наш час)